# CODA (film)
CODA är en amerikansk dramakomedi från 2021 i regi av Sian Heder som även skrivit manus. Filmen är en nyinspelning av den fransk-belgiska filmen Familjen Bélier från 2014. I rollerna finns Emilia Jones, Eugenio Derbez, Troy Kotsur, Ferdia Walsh-Peelo, Daniel Durant och Marlee Matlin.
Filmen fick god kritik och tilldelades flera priser. Vid Oscarsgalan 2022 nominerades den i tre kategorier och vann samtliga: Bästa film, Bästa manliga biroll (för Kotsur) och Bästa manus efter förlaga. Kotsur blev därmed den första manliga döva person att vinna en Oscar.
CODA skildrar handlar om sjuttonåriga Ruby (Emilia Jones) som är den enda hörande medlemmen i en döv familj, en så kallad CODA. När hon ansöker till en prestigefylld musikskola splittras hon mellan sina skyldigheter mot familjen och sina egna drömmar. Alla döva rollfigurer i filmen spelas av döva skådespelare. När filmens finansiärer tvekade inför att anställa enbart döva skådespelare ställde Marlee Matlin ett ultimatum: om inte övriga skådespelare också var döva skulle hon hoppa av filmen.

## Rollista i urval
- Emilia Jones – Ruby Rossi
- Eugenio Derbez – Bernardo "Mr. V" Villalobos
- Troy Kotsur – Frank Rossi, Rubys far
- Ferdia Walsh-Peelo – Miles
- Marlee Matlin – Jackie Rossi, Rubys mor
- Daniel Durant – Leo Rossi, Rubys bror
- Amy Forsyth – Gertie
- Kevin Chapman – Brady
- John Fiore – Tony Salgado
- Rebecca Gibel – Joanne Biles